# Eisenbahnunfall auf dem Pont de l’Alleud

Eisenbahnunfall auf dem Pont de l’Alleud

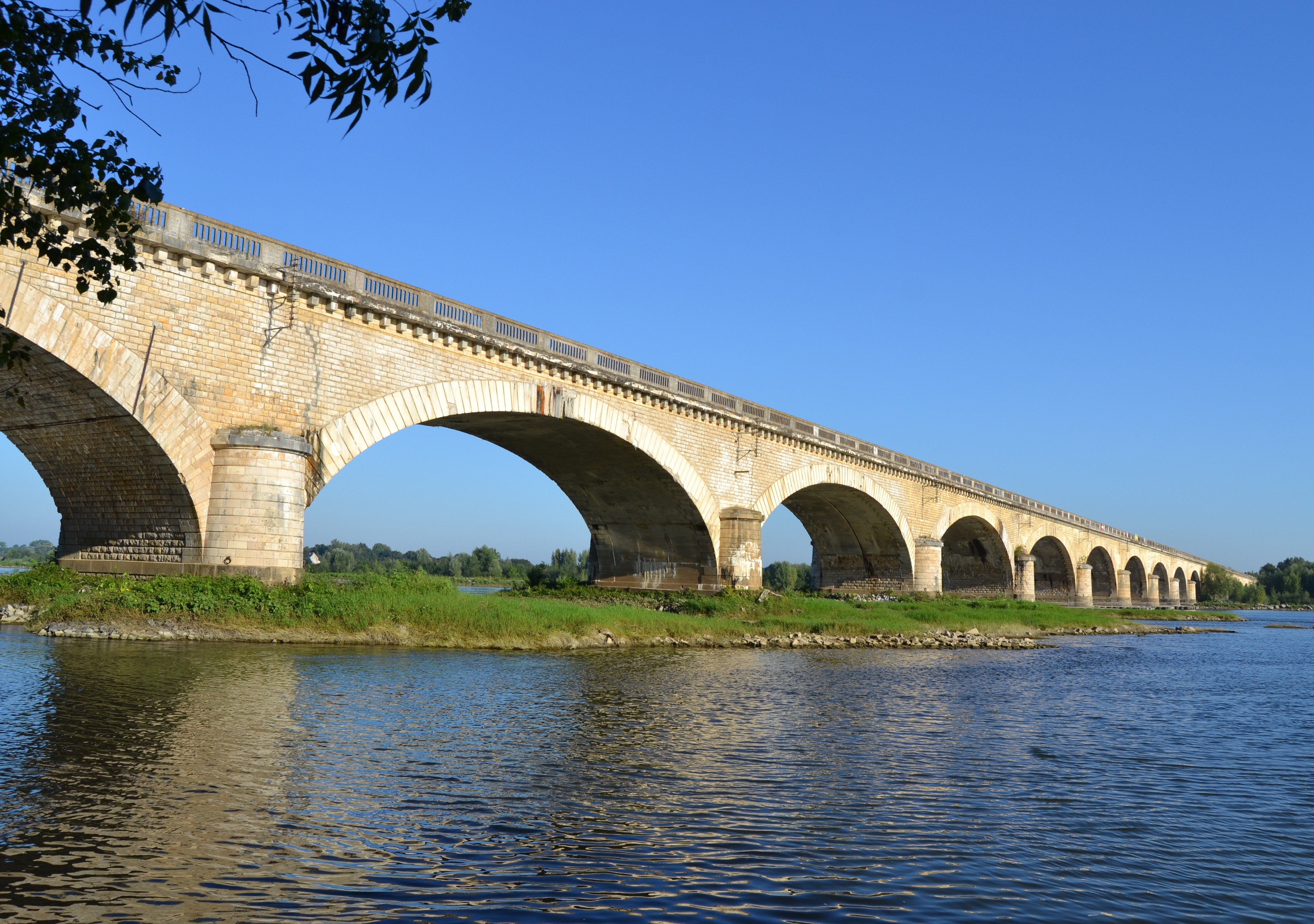
Pont de l’Alleud heute

Der Eisenbahnunfall auf dem Pont de l’Alleud (fr: Catastrophe ferroviaire des Ponts-de-Cé) vom 4. August 1907 wurde durch einen Brückeneinsturz in La Possonnière im Kanton Les Ponts-de-Cé, Frankreich verursacht. 27 Menschen starben.

## Ausgangslage
Die eingleisige Strecke von Angers nach Poitiers quert die Loire bei La Possonnière. Die Strecke verläuft vor der Loire-Brücke in einer engen Kurve, bevor sie in die Brückengerade mündet. Der Oberbau war dort nicht mit einem Schienenauszug ausgestattet. Die Brücke überspannte zwei Arme des Flusses und einen Kanal. Sie war als engmaschige Gitterbrücke mit durchgehenden Trägern ausgeführt, die auf sechs Pfeilern und zwei Widerlagern ruhten.
Der Zug der Chemins de fer de l’État (Staatsbahn) war voll besetzt. Außer der führenden Lokomotive bestand er aus deren Tender, sieben Personenwagen und je einem Gepäckwagen an beiden Enden des Zuges. Er war um 11:25 in Angers abgefahren. An diesem Tag herrschte heißes Sommerwetter.

## Unfallhergang
Unmittelbar vor der Brücke war es aufgrund der hohen Temperatur zu einer Gleisverwerfung gekommen, in der die Lokomotive entgleiste. Sie fuhr aber zunächst weiter und überquerte noch den Kanal und den kleineren Loire-Arm. Dann beschädigte die entgleiste Achse aber die Trägerkonstruktion der Brücke so stark, dass eine ganze Reihe von Untergurten aus dem Trägerverband heraus brachen. Der Oberbau, Lokomotive, Schlepptender, vorderer Gepäckwagen und ein folgender Wagen der 3. Klasse stürzten in den Fluss. Die Kupplung zum folgenden Wagen riss. Dessen Kupplung mit dem hinteren Zugteil dagegen hielt und der Wagen blieb nahezu vertikal in der Unfallstelle hängen.

## Folgen
27 Menschen starben, 45 wurden darüber hinaus verletzt. Unter den Toten waren der Lokomotivführer und der Zugführer. Der Heizer konnte sich schwimmend retten. Die Rettungsarbeiten setzten erst sehr spät ein. Es dauerte nahezu vier Stunden, bis Pioniere aus Angers eintrafen und damit begannen. Inzwischen hatte die Strömung der Loire das Dach des abgestürzten 3.-Klasse-Wagens weggerissen und einen Teil der Leichen weggespült, die aber letztendlich alle geborgen werden konnten.